# Satyendranath Bose

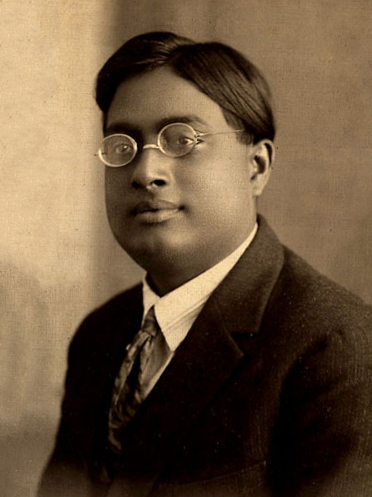
Satyendranath Bose (um 1925)

Satyendranath Bose (bengalisch: সত্যেন্দ্রনাথ বসুⓘ, Satyendranāth Basu [ʃot̪ːend̪ronat̪ʰ boʃu]; * 1. Januar 1894 in Kalkutta, damals Britisch-Indien; † 4. Februar 1974 ebenda) war ein indischer Physiker, der wichtige Beiträge zur mathematischen und statistischen Physik lieferte. Er begründete die Statistische Mechanik für Bosonen, die Albert Einstein weiterentwickelte.
Zur Gasförmigkeit der elektromagnetischen Strahlung (ideales Bosegas) arbeiteten sie eng zusammen.

## Leben
Bose wurde in eine mittelständische Kayastha-Familie als einziger Sohn geboren. Der Vater war zunächst Beamter, eröffnete aber 1901 sein eigenes Pharmazie-Unternehmen.
1909 begann er seine Ausbildung am Presidency College in Kalkutta. Hier erlangte er 1913 seinen Bachelor und 1915 seinen Master-Abschluss (angewandte Mathematik), wobei er in beiden Abschlussprüfungen der Beste seines Jahrgangs war. Eine Doktorarbeit (Ph.D.) fertigte er nicht an.
1916 nahm er eine Stelle als Dozent an der Universität von Kalkutta im Bereich angewandte Mathematik an. Aufgrund von Konflikten mit einem Kollegen wechselte er später in den Bereich Physik.
Er lernte Französisch und Deutsch, um Fachaufsätze in den entsprechenden Sprachen lesen zu können. Dadurch war er in der Lage, 1919 mehrere Aufsätze von Albert Einstein über die Relativitätstheorie ins Englische übersetzen und veröffentlichen zu können. Der Bedarf kam in diesem Jahr auf, als die Theorie von Arthur Eddington experimentell bewiesen wurde. Ab 1921 lehrte er an der Universität von Dhaka Physik.
Bose verfasste 1923 im Alter von 29 Jahren einen kurzen Artikel über die Quantenstatistik der Photonen, den er 1924 an Einstein zur Begutachtung sandte. Im Begleitbrief schrieb er:

“Respected Sir, I have ventured to send you the accompanying article for your perusal and opinion. I am anxious to know what you think of it. You will see that I have tried to deduce the coefficient 8π ν2/c3 in Planck's Law independent of classical electrodynamics, only assuming that the ultimate elementary region in the phase-space has the content h3. I do not know sufficient German to translate the paper. If you think the paper worth publication I shall be grateful if you arrange for its publication in Zeitschrift für Physik. Though a complete stranger to you, I do not feel any hesitation in making such a request. Because we are all your pupils though profiting only by your teachings through your writings. I do not know whether you still remember that somebody from Calcutta asked your permission to translate your papers on Relativity in English. You acceded to the request. The book has since been published. I was the one who translated your paper on Generalised Relativity.”

„Sehr geehrter Herr! Ich wage es, Ihnen den beigefügten Artikel zur Durchsicht und mit Bitte um Ihr Urteil zuzusenden. Mit Unruhe erwarte ich Ihr Urteil darüber. Sie werden sehen, dass ich versucht habe, den Koeffizienten 8π ν2/c3 im Planckschen Gesetz unabhängig von der klassischen Elektrodynamik abzuleiten, nur mit der Annahme, dass die kleinste Elementarzelle im Phasenraum das Volumen h3 hat. Ich bin des Deutschen nicht genügend mächtig um das Manuskript zu übersetzen. Wenn Sie der Auffassung sind, dass das Manuskript es wert ist, publiziert zu werden, wäre ich dankbar, wenn Sie eine Veröffentlichung desselben in der Zeitschrift für Physik veranlassen könnten. Obwohl ich als ganz Fremder an Sie herantrete, tue ich dies ohne Scheu, weil wir alle durch die Lektüre Ihrer Schriften zu Ihren Schülern geworden sind. Ich weiß nicht, ob Sie sich noch daran erinnern, dass jemand aus Kalkutta an Sie herantrat und um die Erlaubnis zur Übersetzung Ihrer Schriften ins Englische bat. Sie gaben dazu Ihre Zustimmung und das Buch ist mittlerweile im Druck erschienen. Ich war derjenige, der Ihre Arbeit zur Allgemeinen Relativitätstheorie übersetzt hatte.“

Einstein zeigte sich beeindruckt, übersetzte den Artikel ins Deutsche und veranlasste anschließend die Veröffentlichung desselben unter dem Titel Plancks Gesetz und Lichtquantenhypothese unter Boses Namen in der angesehenen Zeitschrift für Physik im Jahr 1924. In der Zeitschrift rezensierte Einstein: „Boses Ableitung der Planckschen Formel bedeutet meiner Meinung nach einen wichtigen Fortschritt. Die hier benutzte Methode liefert auch die Quantenmechanik des idealen Gases, wie ich an anderer Stelle ausführen will.“
Einstein übernahm Boses Idee und wandte sie auch auf Atome an. Damit sagte er die Existenz der sogenannten Bose-Einstein-Kondensate voraus. Nach Bose sind die Bose-Einstein-Statistik sowie die Bosonen (von Paul Dirac) benannt. Mit der Unterstützung Einsteins konnte Bose ein Stipendium gewinnen, das ihm einen zweijährigen Forschungsaufenthalt in Europa bei Maurice de Broglie in Paris und Einstein in Berlin ermöglichte. Nach der Rückkehr nach Bengalen war er in den Jahren 1926 bis 1945 Professor an der University of Dhaka. 1944 wurde Bose General President des Indian Science Congress. 1945 verließ er Dhaka und wurde Professor für Physik an der Universität Kalkutta.
Bose wurde 1958 zum Fellow of the Royal Society gewählt, und 1959 ernannte ihn die Regierung von Indien zum National Professor. Er wurde auch vom indischen Präsidenten 1954 mit dem zweithöchsten indischen Zivilorden, dem Padma Vibhushan, geehrt.